# Courtland (Alabama)
Courtland és una població dels Estats Units a l'estat d'Alabama. Segons el cens del 2000 tenia 769 habitants.

## Demografia
Segons el cens del 2000, Courtland tenia 769 habitants, 316 habitatges, i 210 famílies. La densitat de població era de 128 habitants/km².
Dels 316 habitatges en un 32,9% hi vivien nens de menys de 18 anys, en un 44% hi vivien parelles casades, en un 20,3% dones solteres, i en un 33,5% no eren unitats familiars. En el 30,7% dels habitatges hi vivien persones soles el 14,2% de les quals corresponia a persones de 65 anys o més que vivien soles. El nombre mitjà de persones vivint en cada habitatge era de 2,43 i el nombre mitjà de persones que vivien en cada família era de 3,06.
Per edats la població es repartia de la següent manera: un 27,8% tenia menys de 18 anys, un 8,7% entre 18 i 24, un 26,9% entre 25 i 44, un 23% de 45 a 60 i un 13,5% 65 anys o més.
L'edat mediana era de 36 anys. Per cada 100 dones hi havia 85,7 homes. Per cada 100 dones de 18 o més anys hi havia 77,3 homes.
La renda mediana per habitatge era de 27.500 $ i la renda mediana per família de 36.000 $. Els homes tenien una renda mediana de 31.250 $ mentre que les dones 17.188 $. La renda per capita de la població era de 14.456 $. Aproximadament el 18,1% de les famílies i el 20,2% de la població estaven per davall del llindar de pobresa.

## Poblacions més properes
El següent diagrama mostra les poblacions més properes.